# جدن (اسم)
جدن هو اسم علم مذكر من أصل عربي، ومعناه هو اسم أحد ملوك اليمن من حمير وأصل اسمه ذو جدن، وأجدن الرجل إذا استغنى بعد فقر.

## وصلات خارجية
- موسوعة السلطان قابوس لأسماء العرب نسخة محفوظة 5 أبريل 2019 على موقع واي باك مشين.